# Tempel von Meckel und Meilbrück-Idenheim
Die Tempel von Meckel und Meilbrück-Idenheim bezeichnen einen vermutlich weitläufigen römischen Tempelbezirk im Eifelkreis Bitburg-Prüm, auf der Gemeindegrenze zwischen Idenheim und Meckel, in Rheinland-Pfalz (Deutschland). Inschriftlich sind wenigstens zwei Tempel gesichert.

## Lage
In antiker Zeit lag der Tempelbezirk direkt an der Via Agrippa, der römischen Fernstraße von Augusta Treverorum (Trier) über Beda (Bitburg) zur CCAA (Köln), rund 15 km nördlich von Augusta Treverorum und rund acht Kilometer südlich von Beda. In der heutigen verkehrsgeographischen Situation befindet sich das Bodendenkmal an der dem antiken Trassenverlauf in etwa folgenden B 51 nahe dem Weiler Meilbrück.

## Ausgrabung
Das Areal ist bislang nicht archäologisch untersucht worden, obwohl im Jahre 2008 eine Grabung im Zuge des Ausbaus der B 51 zwischen Meilbrück und Helenenberg angekündigt und durchgeführt wurde, bei der die Befunde jedoch nicht ermittelt werden konnten. Bekannt geworden ist die Fundstelle durch Johann Baptist Hetzrodt, der 1811 mitteilte, dass man auf der östlichen Seite der Via Agrippa „Grundmauern eines alten Gebäudes, zertrümmerte Statuen und Inschriften; und unter andern einen schönen Rumpf eines sitzenden Mannes“ gefunden habe. Wenig später wurde berichtet, dass sich an dieser Stelle der Via Agrippa auf beiden Seiten der Straße „Ueberreste von Römischem Mauerwerk“ befunden haben, was in der Forschung zu der Vermutung führte, dass auf der westlichen Seite der Fernstraße ebenfalls ein Tempel(bezirk) gewesen sein muss. Letztere Annahme basiert auch auf einer Fortuna-Statue (s. u.), die auf der westlichen Seite gefunden wurde.

## Tempelbezirk
Dass es sich um ein Heiligtum mit mehreren Tempeln gehandelt hat, wurde ebenfalls erstmals durch Hetzrodt bekannt, der die hier entdeckte Bauinschrift auf einer Kalksteintafel wiedergibt. Demnach sind zwei aedes (Tempel) von Sautus, dem Sohn des Novialchus, cum suis ornamentis (zusammen mit der Tempel-Ausstattung) für Merkur gestiftet worden. Teil der Dedikation war zudem ein Tribunal, auf dem wahrscheinlich Götterstatuen aufgestellt waren. Bei dem von Hetzrodt erwähnten „sitzenden Mann“ (s. o.) handelt es sich um einen knapp 1 m hohen thronenden Iupiter aus Kalkstein, der (wie die Inschrift auch) Teil der Sammlung des Rheinischen Landesmuseums Trier ist. Von der gegenüberliegenden Seite der Straße stammt ferner die 30 cm hohe Statue einer Fortuna, ebenfalls aus Kalkstein.
Auch wenn bislang keine Ausgrabungen die Ausmaße des Heiligtums nachgewiesen haben, sprechen die Hinweise dafür, dass es sich um einen bedeutenden Tempelbezirk handelte, der wenigstens vom 2. bis 4. Jahrhundert n. Chr. aufgesucht wurde, sicherlich vor allem von auf der Straße durchreisenden Personen. Ob der Stifter der beiden Tempel, Sautus, zu letzteren gehörte oder in der näheren Umgebung seinen Wohnsitz hatte, muss offen bleiben. Siedlungsspuren konnten im Umkreis mehrfach nachgewiesen werden.

## Denkmalschutz
Die Tempel von Meckel und Meilbrück-Idenheim sind als eingetragene Kulturdenkmale im Sinne des Denkmalschutzgesetzes des Landes Rheinland-Pfalz (DSchG) unter besonderen Schutz gestellt. Nachforschungen und gezieltes Sammeln von Funden sind genehmigungspflichtig, Zufallsfunde an die Denkmalbehörden zu melden.